# Evode (gravador)
Evode (en llatí Evodus, en grec Εὔοδος) va ser un gravador de pedres precioses i joies en temps de l'emperador Titus (80). Es coneix una joia que representa el cap de la filla de Titus, Júlia Flàvia, que porta el seu nom, i es conserva a Florència.